# Continuous Tone-Coded Squelch System
Indenfor telekommunikation er Continuous Tone-Coded Squelch System eller CTCSS en type kredsløb, som anvendes til at reducere genen ved at lytte til andre ikke-relevante radioudsendelser på en delt tovejs radio kommunikationskanal. (Se squelch) CTCSS bliver nogle gange kaldet tonesquelch.
CTCSS fungerer ved at tilføje en lavfrekvens lydtone til modulationen hele tiden, mens der radiosendes. CTCSS er faktisk en simplex indlejret signalering. Når gruppe af radiobrugere anvender den samme kanalfrekvens (kaldet co-channel brugere), lukker CTCSS-kredsløbet ikke op for andre brugere, der måtte anvende en anden CTCSS-tone - eller slet ingen CTCSS. Det bliver nogle gange kaldet en sub-channel, men det er misvisende, da der ikke tilføres eller skabes nogen yderligere kanaler. Alle brugere med forskellige CTCSS-toner på samme kanal, sender stadig på den samme frekvenskanal og deres radioudsendelser interfererer med hinanden, når deres radioudsendelser overlapper tidsmæssigt; interferensen maskeres under det fleste (men ikke alle) forhold. CTCSS yder ikke nogen interferenssikkerhed.
En radiomodtager, som kun anvender en bærebølgesquelch eller støjsquelch, lukker op for alle tilstrækkeligt stærke signaler; med CTCSS aktiveret, er det kun radioudsendelser med den valgte CTCSS-tone, der lukkes op for. CTCSS-tonerne kan sagtens høres af mennesker, men i radiomodtagere med CTCSS filtreres audiosignalet skarpt under ca. 300 Hz.

## Andre fabrikantnavne
Historisk: Motorola opfandt CTCSS under navnet Private Line i starten af 1950'erne og patenterede systemet og lavede varemærkebeskyttelser. Først senere blev systemet navngivet CTCSS i standarder. Af samme grund kaldes en CTCSS-tone ofte for en PL-tone eller simpelthen blot tone. Grundet Motorolas patenter og varemærker har andre fabrikanter lavet samme system med lidt variationer, men er blevet nødt til at finde på andre kaldenavne.
Andre navne for CTCSS:
- General Electrics og Bendix King's CTCSS-implementation kaldes Channel Guard (eller CG)
- Ældre RCA-radioer kalder deres implementation Quiet Channel.
- Icom-radioer kalder deres implementation C.Tone.
- Kenwood radioer kalder deres implementation Quiet Talk eller QT.
- E. F. Johnson Corp. anvendte TG for ToneGuard og senere CG for CallGuard.
- Zetron litteratur refererer til ToneLock.
- Ritron, Inc. navngiver deres implementationer Quiet Call (QC) og Digital Quiet Call (DQC).

Der er mange andre fabrikantspecifikke navne anvendt af radiofabrikanter til at beskrive deres kompatible implementationer. Ethvert CTCSS-system, som har kompatible toner og lydniveauer er indbyrdes brugbare. Gamle og nye radioer med CTCSS og radioer på tværs af fabrikanter er kompatible.
Indenfor amatørradio er termerne PL-tone, PL og simpelthen tone almindeligt i brug. Ofte er der forskel på termerne tone og tone squelch, da den første refererer til det at sende en indlejret CTCSS-tone.

## Liste af toner
CTCSS-toner er blevet standardiseret af EIA/TIA. Den fulde liste af toner kan findes i deres originale standard RS-220A,
og deres senere EIA/TIA-603-E;
CTCSS er også standardiseret i ETSI Standard TS 103 236 Continuous Tone Controlled Signalling System (CTCSS) og Digitally Coded Squelch Signalling (DCSS) dokumentet.
CTCSS-tonerne bliver også tit listet i fabrikanternes vejledninger. Nogle systemer anvender ikke-standard toner.
NATO Militær radioer anvender 150,0 Hz, og dette kan findes i deres producentens vejledninger. Nogle geografiske områder anvender ikke visse toner. Fx undgår man at anvende 100,0 Hz toner i Det Forenede Kongerige, da denne tone er præcis falder sammen med første overtone af elnettets frekvens på 50 Hz; en utilstrækkeligt filtreret strømforsyning kan forårsage at CTCSS tonesquelchen åbner (mange andre lande anvender også elnet med 50 Hz).
CTCSS-toner kommer typisk fra en af tre serier, som listet i tabellen sammen med en to tegns PL-kode oprindeligt defineret af Motorola til at identificere tonerne. Den mest almindelige mængde af understøttede CTCSS-toner er på 39-toner inklusiv alle toner fra Motorola PL-koderne, undtagen tonerne 8Z, 9Z og 0Z (zero-Z).
Den laveste serie af nabotoner er omtrent med det harmoniske forhold på 20,05 til 1 (≈1,035265), mens de andre to serier har nabotoner på omkring forholdet på 100,015 til 1 (≈1.035142). Et eksempel på en teknisk beskrivelse kan findes i Philips tekniske informationsdokument om deres CTCSS-produkter.
| NS [1] | PL | Hz    | Noter |
| ------ | -- | ----- | ----- |
| 1      | XZ | 67,0  |       |
| 39     | WZ | 69,3  | [2]   |
| 2      | XA | 71,9  |       |
| 3      | WA | 74,4  |       |
| 4      | XB | 77,0  |       |
| 5      | WB | 79,7  | [3]   |
| 6      | YZ | 82,5  |       |
| 7      | YA | 85,4  |       |
| 8      | YB | 88,5  |       |
| 9      | ZZ | 91,5  |       |
| 10     | ZA | 94,8  |       |
| 11     | ZB | 97,4  | [4]   |
| 12     | 1Z | 100,0 |       |
| 13     | 1A | 103,5 |       |
| 14     | 1B | 107,2 |       |
| 15     | 2Z | 110,9 |       |
| 16     | 2A | 114,8 |       |
| 17     | 2B | 118,8 |       |

| NS [1] | PL | Hz    | Noter  |
| ------ | -- | ----- | ------ |
| 18     | 3Z | 123,0 |        |
| 19     | 3A | 127,3 |        |
| 20     | 3B | 131,8 |        |
| 21     | 4Z | 136,5 |        |
| 22     | 4A | 141,3 |        |
| 23     | 4B | 146,2 |        |
| NATO   |    | 150,0 | [5][7] |
| 24     | 5Z | 151,4 |        |
| 25     | 5A | 156,7 |        |
| 40     |    | 159,8 | [7]    |
| 26     | 5B | 162,2 |        |
| 41     |    | 165,5 | [7]    |
| 27     | 6Z | 167,9 |        |
| 42     |    | 171,3 | [7]    |
| 28     | 6A | 173,8 |        |
| 43     |    | 177,3 | [7]    |
| 29     | 6B | 179,9 |        |
| 44     |    | 183,5 | [7]    |

| NS [1] | PL | Hz    | Notes  |
| ------ | -- | ----- | ------ |
| 30     | 7Z | 186,2 |        |
| 45     |    | 189,9 | [7]    |
| 31     | 7A | 192,8 |        |
| 46     |    | 196,6 | [7]    |
| 47     |    | 199,5 | [7]    |
| 32     | M1 | 203,5 |        |
| 48     | 8Z | 206,5 | [6][7] |
| 33     | M2 | 210,7 |        |
| 34     | M3 | 218,1 |        |
| 35     | M4 | 225,7 |        |
| 49     | 9Z | 229,1 | [6][7] |
| 36     | M5 | 233,6 |        |
| 37     | M6 | 241,8 |        |
| 38     | M7 | 250,3 |        |
| 50     | 0Z | 254,1 | [6][7] |